# Tom Brown (giocatore di football americano)
Thomas William Brown (Laureldale, 12 dicembre 1940 – Salisbury, 23 aprile 2025) è stato un giocatore di football americano e giocatore di baseball statunitense nella National Football League (NFL) e nella Major League Baseball (MLB). Al college ha giocato a football all’Università del Maryland.

## Carriera professionistica nel football
Brown giocò come defensive back per i Green Bay Packers nel periodo 1964–1968 e per i Washington Redskins durante la stagione 1969. Nella finale del campionato NFL del 1966 intercettò un passaggio all'ultimo secondo del quarterback Don Meredith, consentendo ai Packers di conservare il punteggio sul 34-27 finale contro i Dallas Cowboys. Terminò la sua carriera con 13 intercetti e 6 fumble recuperati, di cui uno ritornato in touchdown. Coi Packers vinse i primi due Super Bowl della storia.

## Vittorie e premi
- (1) Campionato NFL (1966)
- (2) Vincitore del Super Bowl, (II, II)

## Statistiche
| Partite totali | 71 |
| Intercetti     | 13 |